# Hemarthria protensa
Hemarthria protensa är en gräsart som beskrevs av Ernst Gottlieb von Steudel. Hemarthria protensa ingår i släktet Hemarthria och familjen gräs. Inga underarter finns listade i Catalogue of Life.